# João I, Duque de Bragança
João I de Bragança, 6.º Duque de Bragança (Vila Viçosa, 25 de Novembro de 1544 - Vila Viçosa, 22 de Fevereiro de 1583). Era filho do duque D. Teodósio I de Bragança e de D. Isabel de Lencastre. Casou em 1563 com D. Catarina, sua prima, filha do infante D. Duarte e de D. Isabel, irmã de seu pai.

## Biografia
Quando D. Sebastião realizou a primeira ida a África quis que o duque o acompanhasse, ficando o governo do ducado a cargo de D. Catarina (1574), no que se dava à casa de Bragança a importância de um reino. O duque foi a essa expedição, levando 600 cavaleiros e 2.000 infantes das suas terras. Em 1576 sucedeu a seu cunhado como 11.º Condestável de Portugal. Preparava-se também para ir com o rei à segunda e desastrosa expedição de 1578 quando febres violentas o obrigaram a ficar.
Enviou por isso, para acompanhar o rei, seu filho D. Teodósio, duque de Barcelos (título que D. Sebastião concedera em 1563 ao primogénito da casa de Bragança), o qual contava só 10 anos de idade.

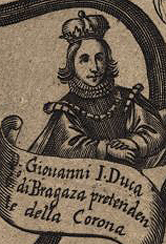
João I de Bragança em representação genealógica de 1645.

Durante o curto reinado do cardeal-rei D. Henrique entrou o duque de Bragança, juntamente com a duquesa, na pretensão da coroa, e nas cortes reunidas em Lisboa, jurou só obedecer ao rei que os Estados reconhecessem.
Filipe II de Espanha, querendo afastá-lo da pretensão ao trono, mandou oferecer-lhe a realeza do Brasil, o cargo de grão-mestre da Ordem de Cristo, a licença de mandar todos os anos uma nau à Índia por sua conta, prometendo-lhe ainda o casamento de seu filho D. Diogo com uma das suas filhas. Mas o duque de Bragança, influenciado por sua mulher D. Catarina (herdeira do trono), rejeitou as propostas (1579).
Morto o cardeal-rei, o duque acompanhou os governadores do reino a Lisboa e Setúbal, diligenciando para que fossem reconhecidos os direitos de sua mulher à coroa portuguesa, mas finalmente desistiu e aceitou as mercês do rei castelhano.
Camilo Castelo Branco, escreveu :
"Os sucessores do duque D. Fernando, degolado em tempo de D. João II, nunca puderam obter de D. Manuel, de D. João III, da rainha regente, de D. Sebastião e do cardeal, parte dos privilégios que o filho de D. Afonso V lhes jarretara. A absoluta independência da coroa, e o absoluto domínio em Vila Viçosa, nunca puderam os duques extorqui-lo à condescendência dos soberanos; obteve-o, porém, o avô de D. João IV, em Fevereiro de 1581 de Filipe II de Castela".
Por alvará dado em Elvas em Novembro de 1581 o duque foi autorizado a criar magistrados seus, instaurar tribunais sem apelação nem agravo das sentenças dos seus juízes, e defender o ingresso de viandantes em seus domínios.
Em 1584, sendo já duque D. Teodósio, Filipe II estendeu ainda mais os poderes judiciais dos duques, e mais tarde em 1587, foi-lhe permitido não cumprir as cartas dos corregedores da corte, avocar a sim as causas das suas terras e sentenciar como lhe parecesse. Depois da entrada de Filipe II em Portugal, o duque D. João serviu de condestável nas cortes de Tomar, onde o monarca espanhol, por suas próprias mãos, lhe deu o colar do Tosão de Ouro.
Quando retirou do país, o mesmo soberano ainda lhe concedeu, para o herdeiro, o cargo de condestável do reino em três vidas; para o segundo filho, o marquesado de uma cidade de Castela; para o terceiro filho, uma comenda de Castela e muitas outras mercês em dinheiro e concessões. Confirmou-lhe o tratamento de Excelência e a isenção dos direitos de chancelaria.

## Descendência
De Catarina de Portugal:
- D. Maria de Bragança (27 de janeiro de 1565 - 30 de abril de 1592);
- D. Serafina de Bragança (20 de maio de 1566 - 6 de janeiro de 1604), duquesa consorte de Escalona e marquesa de Vilhena, casada com o 5.º Duque de Escalona, Juan Gaspar Fernández Pacheco (1563-1615), falecida em Roma após o parto de sua última filha, onde foi sepultada na Igreja de Santa Cecília em Trastevere;
- D. Teodósio II, Duque de Bragança (28 de abril de 1568 - 29 de novembro de 1630);
- D. Duarte de Bragança, Marquês de Frechilla (12 de setembro de 1569 - 28 de maio de 1627), falecido em Madrid;
- D. Alexandre de Bragança, arcebispo de Évora e Inquisidor-Geral (17 de setembro de 1570 - 11 de setembro de 1608);
- D. Querubina de Bragança (11 de março de 1572 - 11 de março de 1580), falecida em Alcácer do Sal, para onde os médicos recomendaram que fosse para melhoria do seu estado de saúde, foi trasladada em 1597 para Vila Viçosa;
- D. Angélica de Bragança (8 de junho de 1573 - 9 de outubro de 1576);
- D. Maria de Bragança (8 de junho de 1573 - 8 de junho de 1573), morreu pouco após o parto, sendo sepultada na Igreja dos Agostinhos, ao contrário de suas irmãs que se encontram no Convento das Chagas de Cristo;
- D. Isabel de Bragança (13 de novembro de 1578 - 12 de janeiro de 1582);
- D. Filipe de Bragança (17 de novembro de 1581 - 27 de setembro de 1608).

## Fonte
- «História da Casa de Bragança», com a permissão do autor. (nota: Indisponível desde 2009)